# Electric Indigo

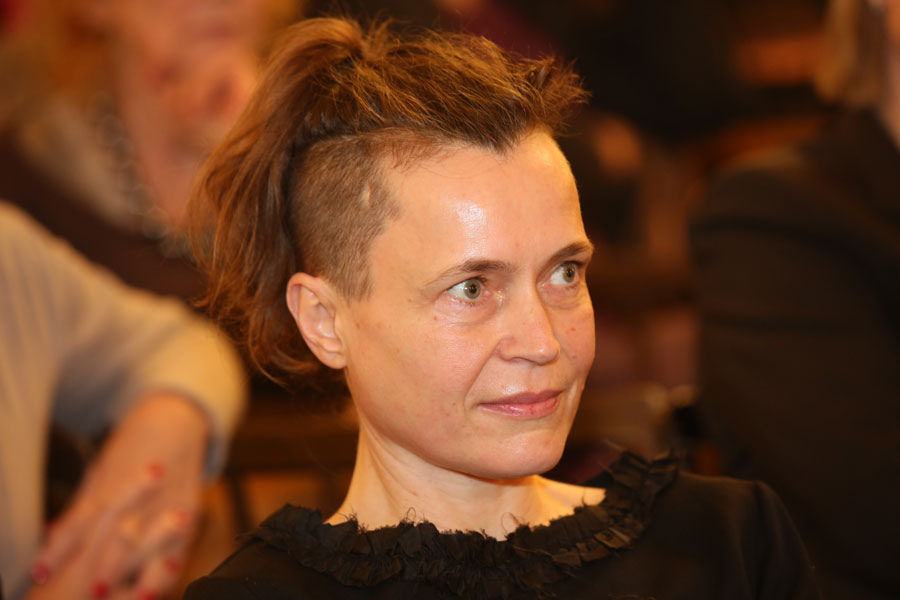
Susanne Kirchmayr (2015)

Das Logo von Electric Indigo

Electric Indigo (* 15. Dezember 1965 in Wien; bürgerlich Susanne Kirchmayr) ist eine österreichische Musikproduzentin, Techno-DJ und Feministin.

## Leben
Ihr Künstlername ist aus ihrer Vorliebe für die Farbe Indigo und ihrer Affinität zu elektronischer Musik entstanden.
Sie startete ihre Musikkarriere im Jahr 1989 in Wien als Jazz- und Funk-DJ. Nach kurzer Zeit wechselte sie stilistisch zu Detroit Techno und Chicago House. In den Jahren 1993 bis 1996 war sie in Berlin für den Vertrieb des Plattenlabels Hard Wax verantwortlich. 1998 startete sie female:pressure, eine internationale Plattform für weibliche DJs, Produzentinnen und Künstlerinnen, die sich mit elektronischer Musik beschäftigten. female:pressure ist eine webbasierte Datenbank für weibliche Talente und wurde zur Förderung der gegenseitigen Unterstützung und Kommunikation, sowie als Informationsquelle über Künstlerinnen geschaffen. Im Jahr 2000 war sie Moderatorin beim Wiener Fernsehsender TIV.
2002 hatte sie die Gelegenheit, auf der Hauptbühne des Detroit’s Electronic Music Fest aufzulegen. Stark beeinflusst hat sie die Detroit-Musikszene. 2003 gründete Electric Indigo ihr eigenes Label, indigo:inc recordings. 2004 startete sie eine Kooperation mit Mia Zabelka und Dorit Chrysler: colophony circuit. Die drei Künstlerinnen wurden eingeladen, ein Konzert im Rahmen der Reinventing Radio Show im Wiener Radiokulturhaus zu spielen, welches zweimal auf Ö1 übertragen wurde.
2006 fungierte sie als Jurorin beim Protestsongcontest.
Electric Indigo legt regelmäßig in dem bekannten Wiener Musikclub Flex auf. Des Weiteren ist sie am 3. August 2007 beim Urban Art Forms Festival in Wiesen aufgetreten.
Der Song Wolkenkratzer wurde im Jahr 2020 vom Popkulturmagazin The Gap im Rahmen des AustroTOP-Rankings auf Platz 13 der „100 wichtigsten österreichischen Popsongs“ gewählt.

## Auszeichnungen
- 2012: Outstanding Artist Award für Musik des Bundesministeriums für Unterricht, Kunst und Kultur
- 2015: Frauenring-Preis[4]
- 2020: Österreichischer Kunstpreis für Musik[5]

## Diskografie
- Electric Indigo: 5 1 1 5 9 3 (imbalance computer music) März 2018
- Electric Indigo & Dorit Chrysler: Sheets (Chicks On Speed Records / Girl Monster Compilation) Aug. 2006
- Exil System remixed – Electric Indigo: Die Söhne Und Das Biest (Pripuzzi 001) Nov. 2005
- Toktok – Dendenden / Electric Indigo & Hautmann Remix (v-records) Sep. 2005
- Markus Güntner feat. Rich – Everybody / Electric Indigo Remix (Spring) May 2005
- Electric Indigo – Six-Trak Reworks 2 (indigo:inc) Dec. 2004
- T21 – Personal Feelings / Electric Indigo Remix (Le Maquis) Nov. 2004
- Electric Indigo – Six-Trak Reworks 1 (indigo:inc) Nov. 2004
- SPG – Yes We Are / Electric Indigo Remix Soundlab Entertainment Oct. 2004
- Gwenn Labarta – Vortexx Voice Track / Electric Indigo Remix (UMF 025) Sep. 2004
- Microthol – Sexy Lady / Electric Indigo Remix (indigo:inc) 2004
- Reinhard Voigt – How We Rock / Electric Indigo Remix (Kompakt 91) 2003
- Electric Indigo – Six-Trak EP 2 (indigo:inc) 2003
- Electric Indigo – Six-Trak EP 1 (indigo:inc) 2003
- Electric Indigo / Acid Maria – Welttour Mix CD (True People) 2003, feat. her tracks Beautiful Angelica, The Puzzle
- Electric Indigo – Leitmotiv Mix CD (Leitmotiv) 2002, feat. Indigo’s Dirty Floor
- Electric Indigo – Tribute to Gazometer Mix CD (XXX Records) 2001
- Electric Indigo & David Carretta – I Want You (Volkstanz) 2000
- U.S.A. – Electric Indigo Mix CD (Petra) 2000
- Electric Indigo & David Carretta – Comin' at You (Pornflake) 2000
- Electric Indigo & David Carretta – Automat (International Deejay Gigolos) 2000
- Electric Indigo – Hitchhiker (Mueller) 1999
- DJ Rush – Oh La La / Electric Indigo Mix (Mental Groove) 1996
- Electric Indigo Mix Tape (International Deejay Gigolos) 1996
- Loisaida Sisters – Home Cooking ep (Pharma) 1996
- Electric Indigo & Walker – Golden Gate Bridge (Temple) 1995
- Electric Indigo & Walker – SP 12 Trax (DJungle Fever) 1994
- Northstar – Figure Skating ep (Disko B) 1994
- DJ Hell – My Definition of House / Northstar RMX, veröffentlicht auf dem Album Geteert & gefedert (Disko B) 1994
- Northstar – Electro Silence / Energy 93 Compilation (Disko B) 1993
- Electric Indigo & Richard Bartz – Wolkenkratzer (Disko B) 1993
- Electric Indigo – Skyway (Experimental, NY) 1993